# دیمیتریوس جانسون

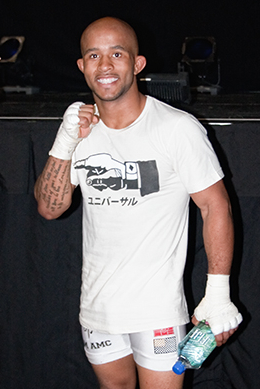
دیمیتریوس جانسون، مبارز هنرهای رزمی - ۲۰۰۹

دیمیتریوس جانسون (به انگلیسی: Demetrious Khrisna Johnson؛ زاده ۱۳ اوت ۱۹۸۶) مبارز هنرهای رزمی ترکیبی و کشتی‌گیر اسبق کشتی آزاد است که در حال حاضر در مسابقات وان چمپیونشیپ شرکت می‌کند. او قهرمان سابق مگس‌وزن یو‌اف‌سی است.
ESPN ,MMA Weekly و شخصیت‌های مختلف یو‌اف‌سی، جانسون را به عنوان یکی از بزرگترین مبارزان رزمی ترکیبی در جهان فراخوانده‌اند.